# Явански ястребов орел
Яванският ястребов орел (Nisaetus bartelsi) е вид птица от семейство Ястребови (Accipitridae). Видът е застрашен от изчезване.

## Разпространение и местообитание
Разпространен е в Индонезия.